# Felletár Emil

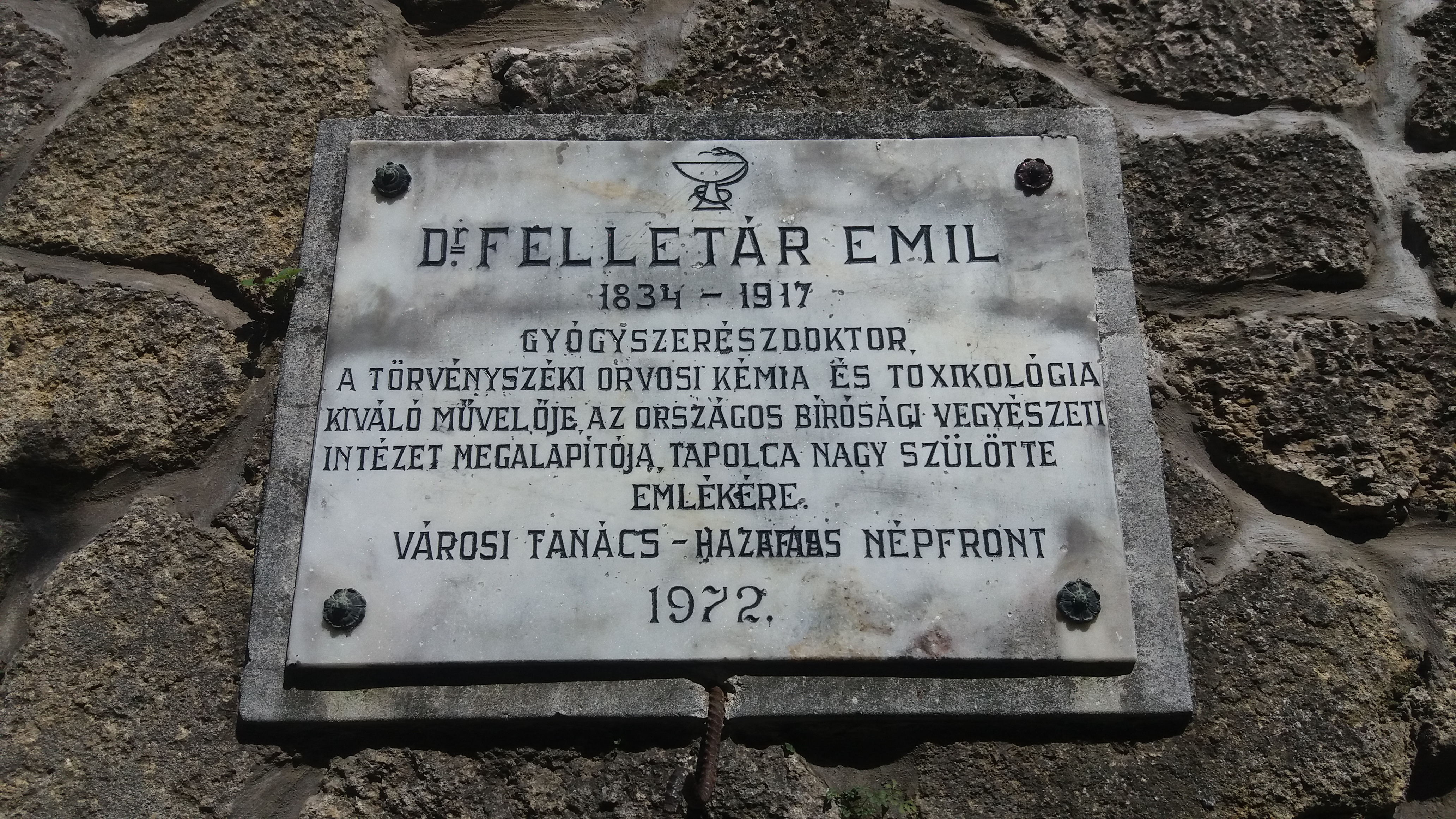
Dr. Felletár Emil emléktáblája Tapolcán

Felletár Emil, (Tapolca, 1834. június 1. – Budapest, 1917. február 15.) gyógyszerész, vegyész, szerkesztő; a törvényszéki toxikológia elismert művelője, hazai megteremtője.

## Életpályája
Apja Felletár József Zala vármegye másodfőorvosa volt, anyja Marsovszky Katalin. A középiskolákat Veszprémben és Pesten látogatta,  gyógyszerészmesteri oklevelét a pesti egyetemen szerezte. 1862-ben a gyógyszerészeti tudományok doktorává avatták, a következő évben pedig a törvényszéki és rendőri kémia magántanárává képesítették. 1869 és 1879 között a pesti Kereskedelmi Akadémián a technológiai kémia előadója volt.  1871-ben Horváth igazságügyminiszter országos vegyésszé nevezte ki. 1883-tól az Orsz. Művegyészeti (Orsz. Bírósági Vegyészeti) Intézet vezetője. Főbb kémiai cikkei a Gazdasági Lapokban (1858-59), a Gyógyászatban (1861-1876), a Gyógyszerészeti Hetilapban, a Természet Tudományi Társulat közlönyében jelentek meg. Szerkesztette azonkívül a Fürdői Lapokat (1868) és a Vegyészet és Gyógyszerészet című folyóiratot (1863).

## Főbb munkái
- Über drei neue organ. Verbindungen: Caprylonitrit, Pelargonitril, Caprylamid (Zeitschr. f. Chemie IV. 1868);
- A vérfoltok biztos felismeréséről (Gyógyászat 1887-90);
- A parádi kénes gyógyvizek vegybontása (Pest, 1861);
- A gyógyszerészeti tudományok alapvonalai (Kátai Gáborral, Pest 1866);
- Tapasztalatok törvényszék-vegyészeti gyakorlatomból (Gyógyászat, 1874);
- Adalék a vérfoltok biztos felismeréséhez törvényszéki vizsgálatoknál (uo. 1876);
- Vélemény a halotthamvasztás engedélyezésének kérdése tárgyában (uo. 1890).
- A törvényszéki chemia elemei (Jahn Józseffel, Bp., 1897).

## Emlékezete
Tapolcán emléktábla őrzi emlékét.